# Adam Rutkowski
Adam Rutkowski (* 1912 in Radom; † 1987 in Paris) war ein polnischer Wissenschaftler jüdischer Abstammung und  Holocaust-Forscher.

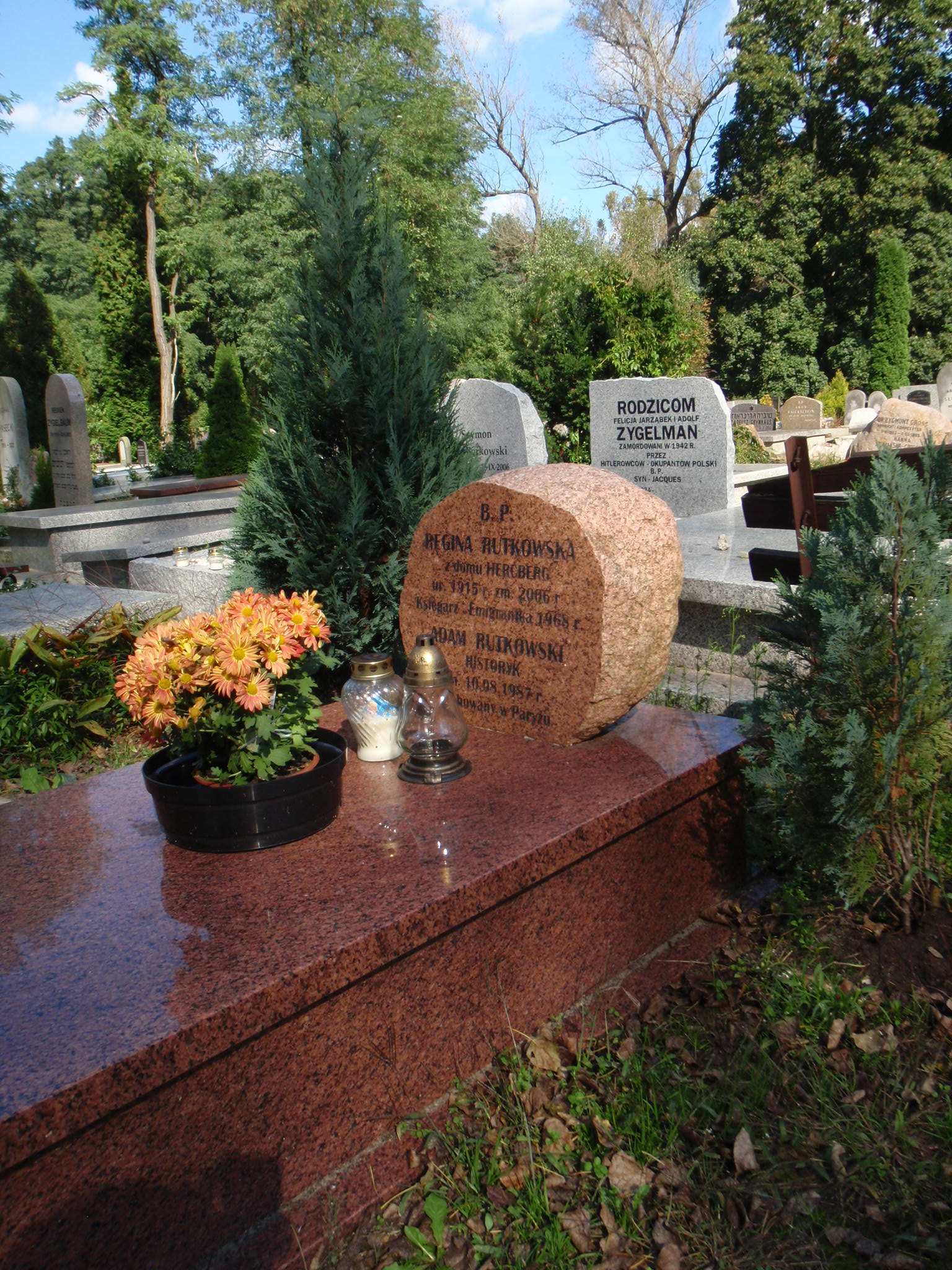
Grab von Regina Rutkowska und Gedenken an Adam Rutkowski auf dem Jüdischen Friedhof an der Okopowa-Straße in Warschau

## Leben
Rutkowski wurde in einer jüdischen Familie als Abram Rosenberg geboren. Er studierte Geschichte an der Universität Sorbonne in Paris. Während des Zweiten Weltkrieges lebte Rutkowski in der Sowjetunion, die ganze Familie starb um 1941–1942 im Vernichtungslager Treblinka. Nach dem Weltkrieg war er Mitarbeiter des Jüdischen Historischen Instituts Warschau, unter anderem war er dort stellvertretender Direktor. Im Jahre 1968 wurde er als Jude aus Polen vertrieben. Danach war er seit 1969 Archivar im Mémorial de la Shoah in Paris. Er ist Autor mehrerer Bücher und Artikel. Er war auch Editor der polnischen Ausgabe des  Tagebuchs von Dawid Rubinowicz.

## Schriften (in deutscher Übersetzung)
- mit Tatiana Berenstein: Hilfsaktion für Juden in Polen 1939–1945. Übersetzung aus dem Polnischen: Katja Weintraub.  Warschau 1963
- Briefe aus Litzmannstadt. Hrsg. von Janusz Gumbowski, Adam Rutkowski und Arnfrid Astel. Aus dem Hebräischen und Jiddischen entziffert von Liber Brener und Adam Wein: übers. ins Polnische von Szymon Datner. Deutsch von Peter Lachmann und Arnfrid Astel. Köln Middelhauve 1967